# Kroktjärnen (Ovikens socken, Jämtland)
Kroktjärnen är en sjö i Bergs kommun i Jämtland och ingår i Ljungans huvudavrinningsområde. Sjön har en area på 0,272 kvadratkilometer och ligger 787,7 meter över havet.

## Delavrinningsområde
Kroktjärnen ingår i det delavrinningsområde (698580-136846) som SMHI kallar för Utloppet av Kroktjärnen. Medelhöjden är 813 meter över havet och ytan är 2,24 kvadratkilometer. Det finns inga avrinningsområden uppströms utan avrinningsområdet är högsta punkten. Vattendraget som avvattnar avrinningsområdet har biflödesordning 4, vilket innebär att vattnet flödar genom totalt 4 vattendrag innan det når havet efter 317 kilometer. Avrinningsområdet består mestadels av skog (19 procent) och kalfjäll (68 procent). Avrinningsområdet har 0,27 kvadratkilometer vattenytor vilket ger det en sjöprocent på 12,1 procent.